# ロストック北ドイツ・フィルハーモニー管弦楽団
ロストック北ドイツ・フィルハーモニー管弦楽団（独：Norddeutsche Philharmonie Rostock）は、ドイツのメクレンブルク＝フォアポンメルン州ロストックにあるロストック国民劇場（Volkstheater Rostock）の付属オーケストラである。その規模は州内で最大。劇場オーケストラとしての演奏以外に、年間10回の定期演奏会をはじめ、室内楽コンサート、子供や若者向けのコンサート、特別演奏会、依頼公演などをこなす。

## 歴史
1897年にロストック市の劇場専属オーケストラとして設立され、市のオーケストラ史上に新しい時代を開く。このことは、今日のこのオーケストラの質と能力の基礎となる。
1957年にゲルト・プルスが総合音楽監督に就任以後35年にわたって演奏水準が高められる。ドイツ再統一に伴う社会情勢激変期には、総合音楽監督ミヒャエル・ツィルムのもとで意欲的なプログラムを取り上げる。それらの功績に対して、ドイツ音楽出版社連盟（Deutsche Musikverlegerverband）より賞を贈られる。
1990年代後半より総合音楽監督にミハイル・ユロフスキ、首席指揮者にヴォルフ＝ディーター・ハウシルト、客演指揮者にベルンハルト・クレーが就任し、それぞれがその持ち味を生かす。
2000年夏より、その他3つのドイツのオーケストラと共に設立されたヨーロッパ・フィルム・フィルハーモニー（Europäischen Film Philharmonie）の一員となり、無声映画のライブ伴奏、映画音楽コンサート、テレビや映画音楽の録音も手がけている。
2004年から2007年までピーター・レナード、2009年から2011年までニクラス・ウィレン、2011年から2014年までフロリアン・クルンペック、2020年からマーカス・ボッシュが総合音楽監督兼首席指揮者を務める。